# Зелёный театр (Ростов-на-Дону)
Зелёный театр — достопримечательность и часть объекта культурного наследия федерального значения — Ростовского государственного драматического театра им. М. Горького в Ростове-на-Дону на площади Театральной, 1. Располагается с тыльной стороны здания.

## История
В 1957 году состоялась реконструкция театра им. М. Горького, в результате которой были уменьшены зрительские залы. Но в 1960 году была увеличена концертная площадка по проекту архитектора В. Н. Разумовского, которая получила название Зелёного театра. Вместительность дополнительной сцены составляла 3000 человек, а сама площадь была равна 300 квадратным метрам. Для создания оформления Зелёного театра были задействованы скульпторы из Москвы, Санкт-Петербурга и Ростова-на-Дону. Свое название получила в связи с близким расположением большого количества деревьев. По состоянию на 2000 год объект находился в аварийном состоянии, его охранный статус до конца не определён: в областном реестре объектов культурного наследия он числился частью памятника федерального значения — театра им. М Горького, а согласно данным министерства культуры РФ эта информация не соответствовала действительности.
В 2003 году реконструкция здания не могла быть проведена именно из-за неопределенности его статуса. Затем работы должны были быть проведены в 2012 и в 2013 году, но и их пришлось отложить. По состоянию на начало 2016 года, в планах организаторов работ был ремонт площадки и установка колеса обозрения в парке высотой 60 метров. Предполагается, что площадка будет введена в эксплуатацию в 2017 году и сможет вместить больше 1000 человек. Сценическая площадь будет составлять свыше 300 квадратных метров. Для проведения работ нужно будет потратить около 110 миллионов рублей. Пока что здание находится наполовину в разрушенном состоянии, его износ равен 45 %
В 2018 завершилась реконструкция Зелёного театра. Летняя площадка может вмещать 1200 человек. Сцена приспособлена для показа спектаклей, фильмов, а также проведения праздников, концертов и других мероприятий.